# ペイ・フォー・パフォーマンス
医療におけるペイ・フォー・パフォーマンス（Pay for performance、P4P）とは、よい治療成果を上げた医師に対し金銭的インセンティブを与えること。医師の治療成果は、それを計測するのは非常に難しいため、P4P制度はたいてい血圧降下や禁煙支援など計測可能な分野で用いられることが多い。

## 各国の事例

### イギリス
イギリスにおいては国民保健サービス（NHS）が、2004年よりQuality and Outcomes Framework（QOF）としてP4P払い制度に取り組み始めた。総合診療医（GP）において、10の慢性疾患、医療機関のケア、患者の満足度を対象に、146の審査基準が設けられ、ポイントの高い医師に対しては診療報酬ボーナスが支給される。例えば家庭医においては、ぜんそく患者の診察を15ヶ月毎に行っていればポイントが加算される。これの米国の制度と違う所は、プライマリケア予算が20%増額されている所であり、これによって医療従事者や医療技術に対しての追加投資が可能になった。

### 日本
日本においては実現されていないが、特定健診・特定保健指導において保険者への医療費負担賦課金を増減させるという取り組みが試みられている。